# Lucas Vázquez Iglesias
Lucas Vázquez Villalibre (Curtis, La Corunya, 1 de juliol de 1991), més conegut com a Lucas Vázquez o simplement com a Lucas és un futbolista gallec que juga com a migcampista. És internacional amb la selecció espanyola, amb la qual va estar convocat per jugar l'Eurocopa 2016.
En el seu primer any a l'equip filial del Reial Madrid a la temporada 2011-12 de 2a Divisió B, aconseguia l'ascens a la 2a Divisió, i es proclamava campió de la categoria.

## Trajectòria

### Categories inferiors
Lucas Vázquez va començar a jugar en l'equip en l'equip del seu poble, el CCD Curtis. El seu potencial ràpidament va ser identificat per l'Ural CF, on va realitzar molt bones campanyes. Fitxat pel Reial Madrid el 2007 procedent d'aquest últim equip, va començar a jugar al futbol base del Reial Madrid i segueix ascendint per les diferents categories fins a arribar al Reial Madrid C la temporada 2010-11.
La temporada 2009-10 guanya la Copa de Campions i la Lliga Juvenil, al costat de jugadors com Álvaro Morata, Álex Fernández, o Dani Carvajal, i també va arribar a la final de la Copa del Rei amb el Juvenil A del conjunt blanc.
Aquella temporada disputaria la fase de promoció d'ascens, en què el seu equip patí una derrota i un empat davant del CD Alcoià que no els valdria finalment per ascendir de categoria, cosa que sí que aconseguirien la següent temporada després de derrotar en la fase de promoció d'ascens a segona divisió el Cadis CF per 8-1 en el global de l'eliminatòria, i per 6-0, també en el global, el CD Mirandés proclamant-se així campions de la 2a Divisió B i aconseguint l'ascens a la 2a Divisió.
Aquella temporada, concretament el 21 d'agost de 2011, va ser el seu debut a 2a Divisió B amb el primer equip filial, el Reial Madrid Castella CF en un partit contra el Real Sporting de Gijón B, guanyant el partit per 1-0. Lucas marcaria el seu primer gol oficial al 2-2 davant del La Roda CF, el 25 de febrer de 2012, que fet i fet serviria per empatar el partit.
La temporada 2012-13, el jugador va estar a les ordres d'Alberto Toril al retorn de l'equip filial a la 2a Divisió, cosa que va suposar el seu debut al futbol professional.

### Reial Madrid C.F.
Debutà al primer equip del Reial Madrid CF el 24 de juliol de 2012 a l'Estadi Carlos Tartiere contra el Reial Oviedo en un partit amistós de la pretemporada, on marcaria el primer gol dels blancs, i el primer en la seva carrera amb la samarreta del primer equip.
La pretemporada 2014/2015 va viatjar amb el primer equip per disputar la International Champions Cup, jugant de titular els dos primers partits contra l'Inter de Milà i l'AS Roma.

### R.C.D. Espanyol
En el període de fitxatges d'estiu del 2014, fou cedit pel Real Madrid al RCD Espanyol. Debutà amb l'Espanyol davant el Sevilla FC en la segona jornada de lliga amb una derrota per 1-2. A la setena jornada marcà el primer gol a la 1a divisió espanyola davant la Reial Societat en una victòria per 2-0. Després de dues temporades, en les quals va disputar 39 partits, marcar quatre gols i repartir set assistències, va tornar al Reial Madrid.

## Palmarès
Campió de Lliga i Copa de Campions amb els juvenils del Reial Madrid a la temporada 2009-10, i semifinalista aquell mateix any de la Copa del Rei Juvenil.
Reial Madrid CF
- 5 Lligues de Campions: 2015–16,[10] 2016–17,[11] 2017–18, 2021–22, 2023-24[12]
- 4 Supercopes d'Europa: 2016,[13] 2017, 2022, 2024[14]
- 3 Campionats del Món de Clubs: 2016,[15] 2017,[16] 2022
- 1 Copa Intercontinental de la FIFA: 2024[17]
- 4 Lligues espanyoles: 2016-17,[18] 2019-20, 2021-22, 2023-24[19]
- 1 Copa del Rei: 2022-23[20]
- 2 Supercopes d'Espanya: 2017,[21] 2019-20